# Charles Moeller
Pour les articles homonymes, voir Moeller.
Œuvres principales
- Littérature du XXe siècle et christianisme (1953-1993)

Charles Moeller, (Bruxelles, 18 janvier 1912 – Bruxelles, 3 avril 1986) est un prêtre catholique belge, théologien et écrivain.

## Biographie
Moeller fit ses humanités latin-grec à l'Institut Saint-Boniface à Ixelles, dont il sortit diplômé en 1928. Influencé par la personnalité du Cardinal Mercier et par le mouvement œcuménique naissant, il entra au séminaire de Malines.
Ordonné prêtre en 1937, il fut nommé professeur au Collège Saint-Pierre de Jette (Bruxelles) où il enseigna durant 13 ans. La préparation de ses cours de littérature l'amena à confronter les apports de la foi chrétienne et de l'humanisme. Les fruits de ses réflexions donnèrent naissance à plusieurs ouvrages dont Humanisme et sainteté (1946) et Sagesse grecque et paradoxe chrétien (1948).
Nommé professeur de philosophie à l'Université catholique de Louvain en 1950, Moeller s'engagea dans ce qui allait être l’œuvre majeure de sa vie : Littérature du XXe siècle et christianisme en 6 volumes, dont les parutions s'étalèrent de 1953 à 1993, le dernier volume étant posthume. Ce monument littéraire, traduit en plusieurs langues (anglais, allemand, espagnol, italien et portugais), vise à découvrir les lignes de force de la foi chrétienne et de l'humanisme contemporain dans le respect des apports originaux de chacun des auteurs abordés afin de parvenir à un monde plus uni, qui transcende les pesanteurs d'une morale contraignante et des idéologies sclérosantes. Nombre de grands noms de la littérature européenne se retrouvent dans cette somme de plus de 2 000 pages.
Comme 'peritus' Moeller prit également une part active au Concile Vatican II. Il prit une part déterminante dans la rédaction du schéma XIII, L'Église dans le monde, qui donna naissance à la constitution Gaudium et Spes. Outre les postes de secrétaire du Secrétariat pour l'unité des chrétiens et de recteur de l'Institut œcuménique de Jérusalem que le pape Paul VI lui avait confiés et pour lesquels il résidait à Rome depuis la fin des années 1960, il fut élu à l'Académie royale de langue et de littérature françaises de Belgique en 1970 où il occupa le fauteuil 1 laissé vacant par la mort d'Hilaire Duesberg. Il s'éteignit à Bruxelles le 3 avril 1986.

## Œuvres
- Humanisme et sainteté. Témoignages de la littérature occidentale, Casterman, Paris, 1946
- Sagesse grecque et paradoxe chrétien, 1948
- « Blondel, la dialectique de l'unique nécessaire » in Au seuil du christianisme, Les Éditions Universitaires / Lumen Vitae, Paris-Bruxelles, 1952, p. 99–157
- Littérature du XXe siècle et christianisme, 6 tomes, 1953-1993
  - I. Silence de Dieu  (Camus • Gide • Huxley • Simone Weil • Graham Greene • Julien Green • Bernanos)
  - II. La foi en Jésus-Christ  (Jean-Paul Sartre • Henry James • Roger Martin du Gard • Joseph Malègue)
  - III. Espoir des hommes  (Malraux • Kafka • Vercors • Cholokhov • Maulnier • Bombard • Françoise Sagan • Ladislas Reymont)
  - IV. L'espérance en Dieu notre Père  (Anne Frank • Miguel de Unamuno • Gabriel Marcel • Charles Du Bos • Fritz Hochwälder • Charles Péguy)
  - V. Amours humaines  (Françoise Sagan • Bertolt Brecht • Saint-Exupéry • Simone de Beauvoir • Paul Valéry • Saint-John Perse)
  - VI. L'exil et le retour  (Marguerite Duras • Ingmar Bergman • Valery Larbaud • François Mauriac • Gertrude von Le Fort • Sigrid Undset)
- L'Homme moderne devant le salut, Les Éditions Ouvrières, coll. « Points d'appui », Paris, 1965
- Mentalité moderne et évangélisation, Lumen Vitae, Paris-Bruxelles, 1967, 3e éd.
- L'Élaboration du schéma XIII, Casterman, Paris, 1968

## Divers